# 강신형
강신형(1991년 3월 12일 ~ )은 대한민국의 영화배우이다.

## 학력
- 서울고등학교 졸업
- 서울예술대학 연기과 졸업

## 출연작

### 영화
- 《전설의 파이터》 (2020년) - 문재 역
- 《꼴통 2인조》 (2020년) - 한정만 역
- 《봉오동 전투》 (2019년) - 촌민포로 역
- 《루비》 (2019년) - 극장관객1 역

부산 국제 영화제 초청작
- 《트라우마》 (2015년) - 대리운전기사1 역
- 《미스터 좀비》 (2010년) - 좀비3 역

### 드라마
- 《킹덤 시즌2》 (넷플릭스, 2020년)
- 《정글피쉬2》 (KBS2, 2010년)

### 연극
- 《보리스고두노프》 - 예술의전당
- 《갈매기》 - 동숭아트센터
- 《진주조개잡이》 - 예술의전당
- 《편의점 남자》 - 노을소극장
- 《시련》 - 이해랑예술극장